# Anton Kröller
Pour les articles homonymes, voir Kröller.
Anthony George Kröller, connu sous le nom d’Anton Kröller, né le 1er mai 1862 à  Rotterdam et mort le 5 décembre 1941 à Hoenderloo, est un homme d'affaires néerlandais.

## Biographie
Anton Kröller s'est marié en 1888 avec l'Allemande Helene Müller, une collectionneuse d'œuvres d'art avec laquelle il a jeté les bases du  musée Kröller-Müller à Otterlo. Il est aussi à l'origine du Parc national de Hoge Veluwe (5 000 ha environ); il s'agit d'une de ses anciennes propriétés qu'il a confié, alors qu'il était en train de faire faillite, à une fondation et à l'Etat à condition qu'elle reste ouverte au public.

## Autres activités

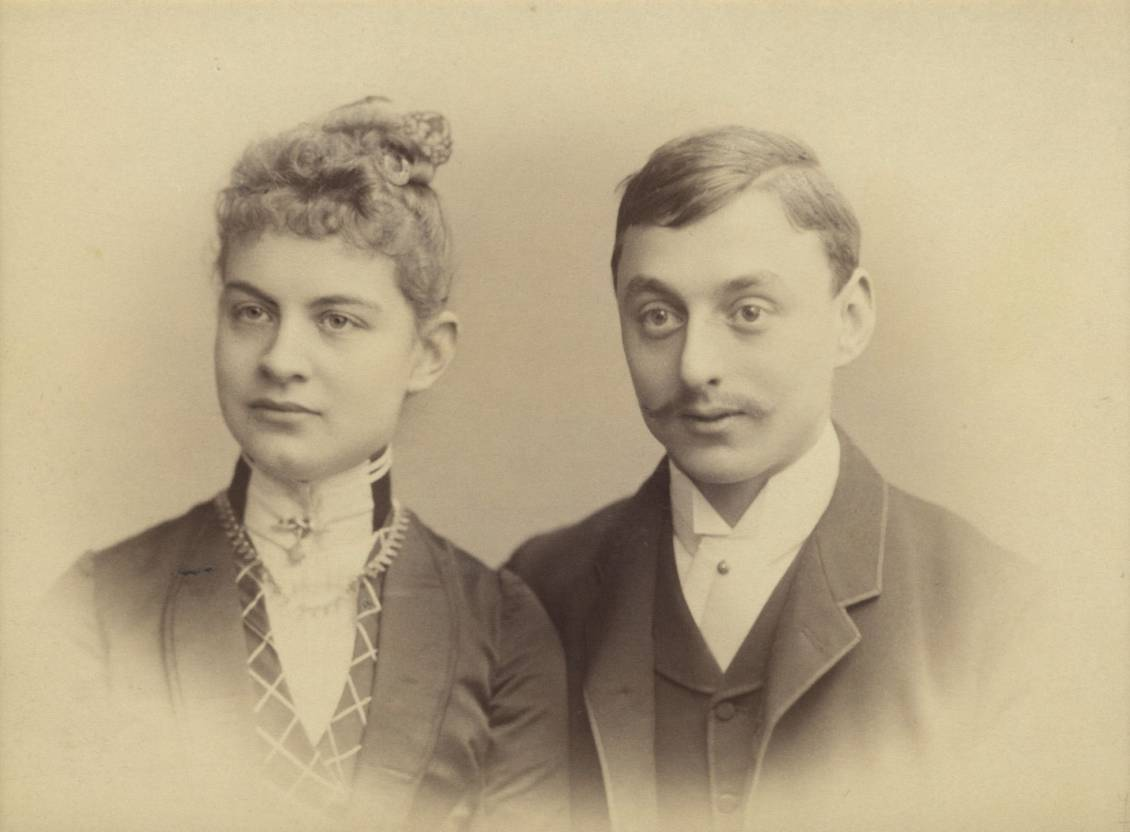
Helene Müller et Anton Kröller, vers 1888

Anton Kröller est franc-maçon.